# Pyronota sobrina
Pyronota sobrina är en skalbaggsart som beskrevs av Sharp 1876. Pyronota sobrina ingår i släktet Pyronota och familjen Melolonthidae. Inga underarter finns listade i Catalogue of Life.